# Achmietkamał Kaspranski
Achmietkamał Achmadinurowicz Kaspranski (Izmaiłow) (ros. Ахметкамал Ахмадинурович Каспранский (Измайлов), ur. 27 sierpnia 1895 we wsi Biejkiejewo w guberni ufijskiej, zm. 10 grudnia 1937 w Ufie) – sekretarz odpowiedzialny Baszkirskiego Komitetu Obwodowego RKP(b) (1920).

## Życiorys
Od 1903 uczył się w medresie "Usmanija", a 1909-1913 w medresie "Chusainija", 1915-1916 pracował jako bibliotekarz w guberni ufijskiej, 1916-1917 odbywał służbę w rosyjskiej armii. W 1917 był członkiem Piotrogrodzkiego Muzułmańskiego Komitetu Socjalistycznego, wstąpił do RKP(b), 1918-1919 kierował wydziałem ds. muzułmanów i był członkiem Muzułmańskiej Sekcji Kazańskiego Gubernialnego Komitetu RKP(b). Od marca do czerwca 1920 sekretarz odpowiedzialny Baszkirskiego Komitetu Obwodowego RKP(b), 1921 wyemigrował do Turcji, pracował jako tłumacz w Pełnomocnym Przedstawicielstwie RFSRR w Turcji, 1923 wrócił do ZSRR, pracował w Oriechowsko-Zujewskiej Powiatowym Radzie Związków Zawodowych, 1930-1937 kierownik wydziału Ludowego Komisariatu Rolnictwa Baszkirskiej ASRR.
30 sierpnia 1937 aresztowany, następnie rozstrzelany.